# Höveltangesche Mörte
Die Höveltangesche Mörte ist ein Naturschutzgebiet in der niedersächsischen Gemeinde Neulehe im Landkreis Emsland.
Das Naturschutzgebiet mit dem Kennzeichen NSG WE 194 ist 43 Hektar groß. Es liegt südlich von Neulehe und grenzt im Süden an den Küstenkanal.
Das Naturschutzgebiet stellt den Rest eines entwässerten und durch Handtorfstiche veränderten Hochmoores unter Schutz. Die Moorfläche ist u. a. mit Birkenmoorwald, Moorheiden und Pfeifengras bewachsen. Auf früher als Spülfelder genutzten Flächen im Naturschutzgebiet sind Besenheide und Sandtrockenrasen zu finden.
Das Gebiet wird über Gräben zum Küstenkanal bzw. Nebengewässern entwässert.
Das Gebiet steht seit dem 4. Februar 1989 unter Naturschutz. Zuständige untere Naturschutzbehörde ist der Landkreis Emsland.